# Babe Zaharias
Mildred Ella Didrikson "Babe" Zaharias (Port Arthur, Texas, 26 de junio de 1911 - Galveston, Texas, 27 de septiembre de 1956) fue una deportista estadounidense, considerada una de las atletas más polivalentes de la historia. Destacó en disciplinas deportivas tan diversas como el golf, el baloncesto, el béisbol y el atletismo. Su apodo, "Babe", lo recibió de joven cuando jugó en el equipo masculino de béisbol de los Brooklyn Dodgers.

## Trayectoria

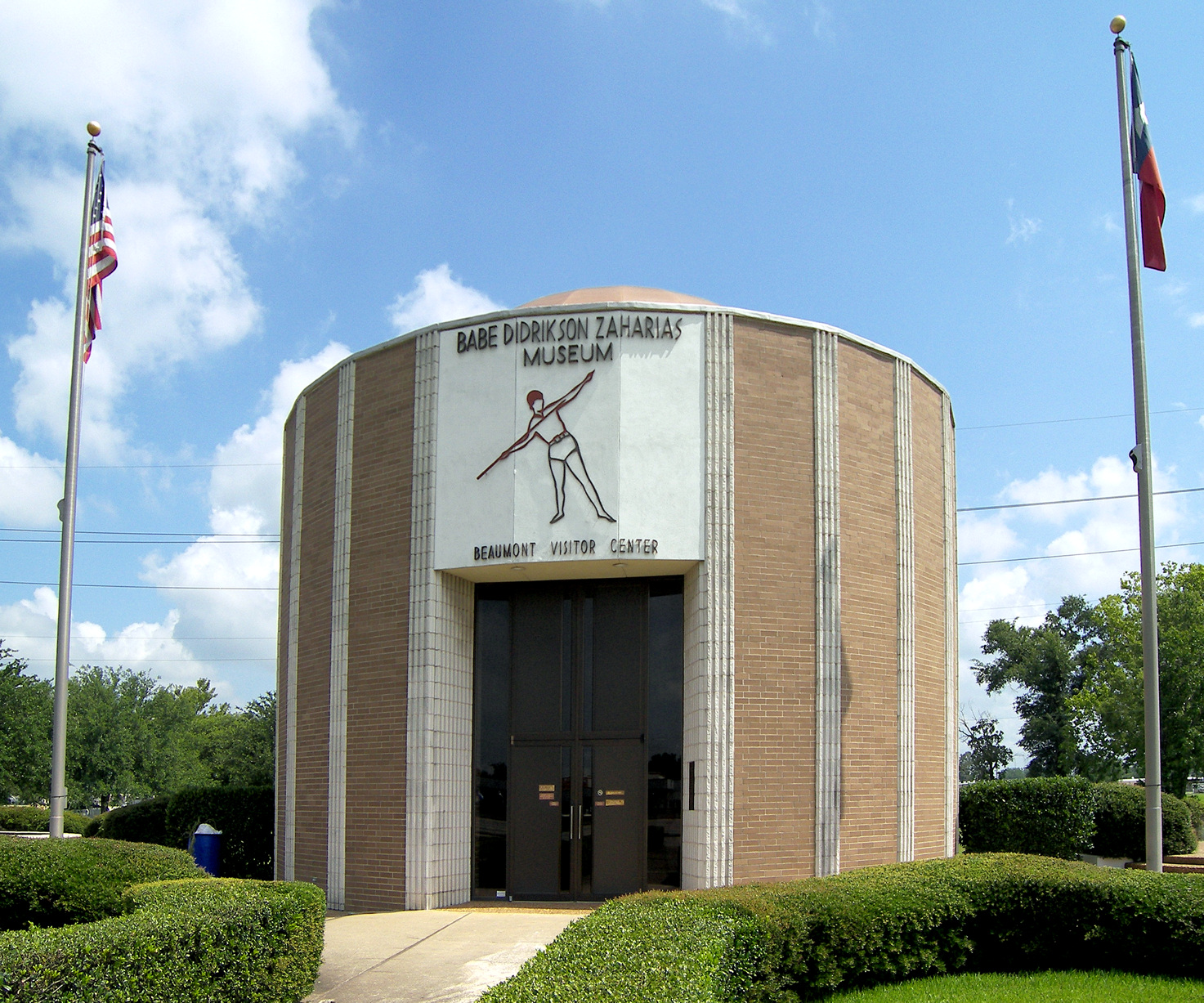
El Museo Babe Zaharias ubicado en Beaumont, Texas, Estados Unidos.

Con 21 años, participó en los Juegos Olímpicos de 1932. Aunque, en realidad Didrikson pretendía participar en cinco disciplinas de atletismo, según los reglamentos sólo podía tomar parte en tres, por lo que finalmente compitió en lanzamiento de jabalina, 80 metros vallas y salto de altura. En las tres categorías consiguió medalla: fue oro en las categorías de jabalina y 80 metros valla (en esta categoría además batió el récord mundial) y plata en una controvertida final de salto de altura, ya que aunque alcanzó la misma marca que su compañera Jean Shiley, los jueces decidieron otorgarle la medalla de oro a Shiley -alegando que tenía mejor técnica-, relegando a Didrikson al segundo puesto.
Buscando nuevos desafíos, en 1935 descubrió el golf y en poco tiempo pudo medirse con los mejores golfistas del país. En 1938 compitió en el Abierto de Los Ángeles, un torneo masculino de golf. Durante cinco décadas. fue la única mujer en superar el corte en un torneo de golf profesional masculino, hasta que Michelle Wie repitió esta hazaña en 2006. Su entrenador fue George Zaharias, un conocido luchador profesional y promotor deportivo.
En 1942 consiguió el estatus de jugadora amateur y alcanzó el rango de profesional en 1947. Como profesional ganó tres veces el Abierto de Estados Unidos femenino y fue la primera golfista estadounidense que venció en el Campeonato británico de amateurs en la localidad escocesa de Gullane. 
A lo largo de su carrera estableció récords mundiales de lanzamiento de jabalina y de ochenta metros vallas en los Juegos Olímpicos. Fue la cofundadora de la Asociación de Golf Profesional Femenino.
En 1956 ganó por última vez el Abierto de EEUU y poco después murió de cáncer.

## Logros deportivos
Didrikson alcanzó fama mundial en atletismo y el estatus de All-American en baloncesto. Jugó al béisbol y al sóftbol y fue una experta buceadora, patinadora y jugadora de bolos.

### Campeona de la Liga Atlética Amateur
El primer trabajo de Didrikson después del instituto fue como secretaria de la Employers' Casualty Insurance Company de Dallas, aunque solo la contrataron para poder jugar al baloncesto como aficionada en el "equipo industrial" de la compañía, los Golden Cyclones. Como curiosidad, la competición se regía entonces por la Amateur Athletic Union (AAU). A pesar de llevar al equipo a un campeonato de baloncesto de la AAU en 1931, Didrikson había logrado primero una atención más amplia en atletismo.
Representando a su compañía en las Campeonatos AAU de 1932, compitió en ocho de las diez pruebas, ganando cinco y empatando en la sexta. Las actuaciones de Didrikson fueron suficientes para ganar el campeonato por equipos, a pesar de ser la única integrante de su equipo.

### 1932 Juegos Olímpicos
Didrikson estableció cuatro récords mundiales y ganó dos medallas de oro y una de plata en atletismo en los Juegos Olímpicos de Los Ángeles de 1932. En los 80 metros vallas, igualó el récord mundial de 11,8 segundos en su primera eliminatoria. En la final, batió su récord con 11,7 segundos y se hizo con la medalla de oro. En jabalina, también ganó la medalla de oro con un lanzamiento de 43,69 metros, récord olímpico. En salto de altura, se hizo con la plata al batir el récord mundial con un salto de 1,657 metros (5,4 pies). Su compatriota Jean Shiley también saltó 1,657 metros, y ambos empataron en un salto de desempate cuando el listón se elevó a 1,67 metros (5,5 pies). Shiley se hizo con el oro después de que se dictaminara que Didrikson había utilizado una técnica incorrecta.No compitió en lanzamiento de disco, ya que su compatriota estadounidense Lillian Copeland la superó en las pruebas olímpicas; Copeland acabó ganando la medalla de oro en disco.
Didrikson es la única atleta, hombre o mujer, que ha ganado medallas olímpicas individuales en pruebas separadas de carrera, lanzamiento y salto.

### Posteriores a las Olimpíadas
En los años siguientes, actuó en el circuito de vodeviles, viajó con equipos como el de baloncesto All-Americans de Babe Didrikson y el equipo barbudo de la comuna Casa de David. Didrikson también era una jugadora competitiva de billar de bolsillo (pool), aunque no una campeona. Apareció en la prensa de enero de 1933 por jugar (y perder de mala manera) una partida de varios días de straight pool en la ciudad de Nueva York contra la jugadora Ruth McGinnis.

### Golf

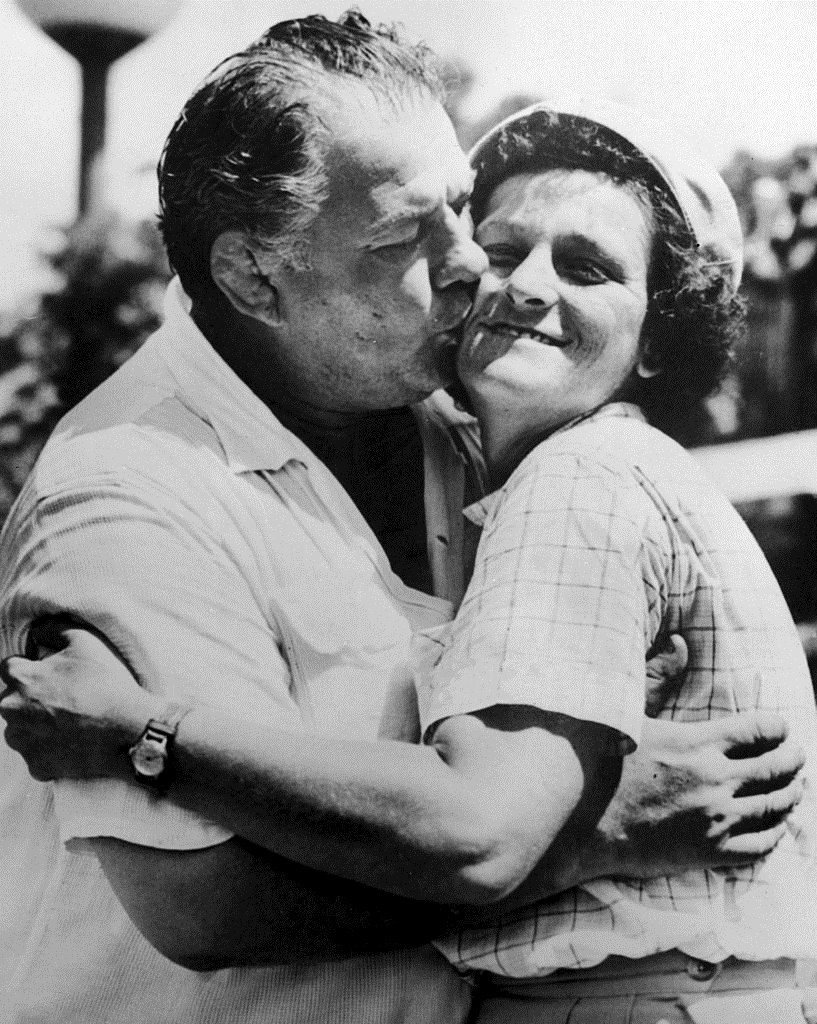
George y Babe Zaharias c. 1955

Hacia 1935, Didrikson comenzó a jugar al golf, llegando tarde al deporte en el que se hizo más conocida. Poco después, se le denegó la condición de aficionada, por lo que, en enero de 1938, compitió en el Abierto de Los Ángeles, un torneo de la PGA (Asociación de Golfistas Profesionales). Ninguna otra mujer compitió contra hombres en este torneo hasta Annika Sörenstam, Suzy Whaley, Michelle Wie y Brittany Lincicome casi seis décadas después. Hizo 81 y 84 golpes y no pasó el corte. En el torneo formó pareja con George Zaharias. Se casaron once meses después, y se instalaron en Tampa, Florida, en las instalaciones de un campo de golf que compraron en 1951.[cita requerida]
Didrikson se convirtió en la primera celebridad femenina del golf estadounidense y en la principal jugadora de los años cuarenta y principios de los cincuenta. Para recuperar su condición de aficionada, no pudo competir en ningún otro deporte durante tres años. Recuperó su condición de aficionada en 1942. En 1945, había participado en otros tres eventos del PGA Tour, fallando el segundo corte del primero de ellos, y pasando el corte de los otros dos; a fecha de 2018, sigue siendo la única mujer que lo ha conseguido. Zaharias ganó el U.S. Women's Amateur de 1946 y el British Ladies Amateur de 1947 -la primera estadounidense en hacerlo - y tres Women's Western Opens. Tras convertirse formalmente en profesional en 1947, Didrikson dominó la Women's Professional Golf Association y, más tarde, la Ladies Professional Golf Association. Fue miembro fundador de la Ladies Professional Golf Association, en 1950. Una grave enfermedad puso fin a su carrera a mediados de la década de 1950.[cita requerida]
Zaharias ganó un torneo que lleva su nombre, el Babe Zaharias Open de su ciudad natal de Beaumont, Texas. Ganó el Titleholders Championship de 1947 y el U.S. Women's Open de 1948, su cuarto y quinto major championships. Consiguió 17 victorias seguidas como amateur femenina, una hazaña nunca igualada por nadie. En 1950, había ganado todos los títulos de golf disponibles. Sumando sus victorias como aficionada y profesional, Zaharias ganó un total de 82 torneos de golf.[cita requerida]
Charles McGrath de The New York Times escribió sobre Zaharias, "Excepto quizás por Arnold Palmer, ningún golfista ha sido más querido por la galería."

## Reconocimientos
Zaharias fue inscrita en 1951 en el Salón de la Fama del Golf Mundial. En 1981, se le dedicó un sello postal de Estados Unidos junto al también golfista Bobby Jones.

## Béisbol
En marzo de 1934, Didrikson lanzó un total de cuatro entradas en tres partidos de exhibición de entrenamiento de primavera de las Grandes Ligas:
- El 20 de marzo cedió un walk y ningún hit en un inning para los Philadelphia Athletics contra los Brooklyn Dodgers.[2]
- El 22 de marzo lanzó la primera entrada para los Cardenales de San Luis contra los Medias Rojas de Boston. Se informó que "Bajo la tutela de Burleigh Grimes, Dizzy Dean, y otros, ha aprendido a ponerse sobre la goma del lanzador, doblarse como un gran jugador de liga y lanzar una bola curvada bastante justa"[12] Los Red Sox anotaron tres carreras contra Didrikson en la entrada antes de que ella lograra que el tercera base de Boston Bucky Walters volara hacia  Joe Medwick (futuro miembro del Salón de la Fama) en el jardín izquierdo para terminar la entrada. Fue relevada al comienzo de la segunda entrada por el lanzador de los Cardinal Bill Hallahan. Asistieron 400 aficionados.[13]
- El 25 de marzo jugó para los Pelicans de Nueva Orleans contra los Indians de Cleveland, lanzando dos entradas sin anotaciones y alineando fuera en su única aparición en el plato[cita requerida]

Didrikson también formó parte del equipo de béisbol House of David y aún se la reconoce como la poseedora del récord mundial de lanzamiento de béisbol más lejano realizado por una mujer.

## Vida personal
En 1938 se casó con el luchador profesional griego George Zaharias en 1908. Sin embargo, en la década de 1950 inició una relación con la golfista Betty Dodd, a la que conoció en un torneo de golf amateur. Finalmente, Dodd se fue a vivir con Zaharias y su marido.

## Legado
Fue nombrada la décima mejor atleta norteamericana del siglo XX por la  cadena ESPN, siendo la mujer mejor clasificada de su lista.

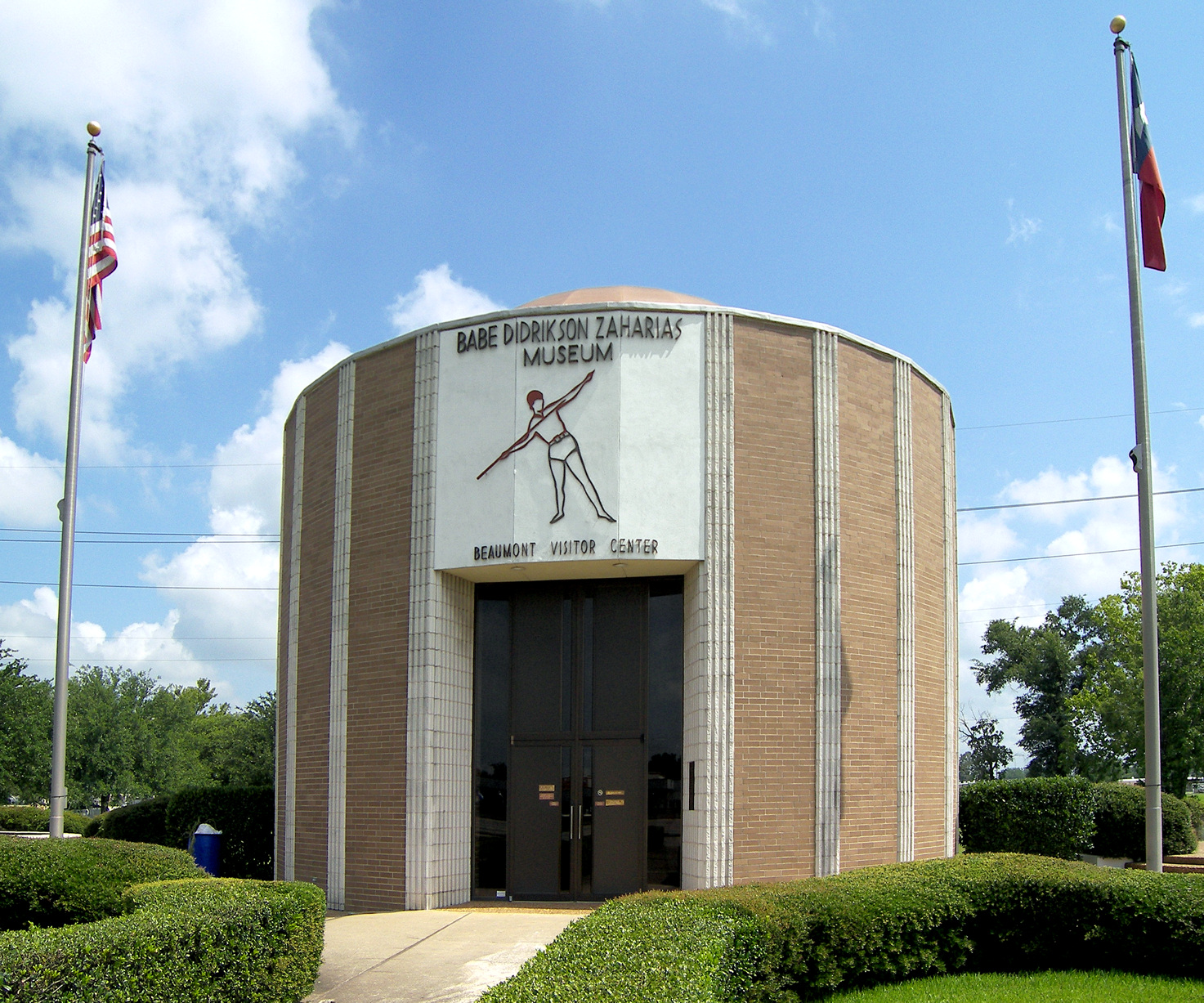
El Museo Babe Didrikson Zaharias de Beaumont es también uno de los centros de interés de la ciudad.

Zaharias rompió los modelos aceptados de feminidad en su época, incluidos los modelos aceptados de atletismo femenino. Con una estatura de 1,70 m y un peso de 52 kg, Zaharias era físicamente fuerte y socialmente franca en cuanto a su fuerza. Aunque para muchos era una heroína del deporte, también se burlaban de ella por su "hombría".
En 1951, Zaharias ingresó en el Salón de la Fama de la LPGA (que ahora forma parte del Salón de la Fama del Golf Mundial). En 1957, recibió a título póstumo el premio Bob Jones, el máximo galardón que concede la Asociación de Golf de Estados Unidos en reconocimiento a su distinguida deportividad en el golf. Esta distinción fue recibida en su nombre por su marido, George, cuatro meses después de su muerte. Fue una de las seis primeras integrantes del Salón de la Fama de la LPGA, creado en 1977
Zaharias tiene un museo dedicado a ella en Beaumont, Texas, el Museo Babe Didrikson Zaharias. Varios campos de golf llevan su nombre. Un campo de golf de Tampa (Florida), propiedad de ella y su marido, el Babe Zaharias Golf Course, fue declarado monumento histórico.
En 1973, Zaharias, que había vivido en la zona de Denver durante la mayor parte de la década de 1940 y principios de la de 1950, se convirtió en una de las tres integrantes de la clase inaugural (junto con Dave Hill y Babe Lind) del Salón de la Fama del Golf de Colorado.
En 1976, Zaharias ingresó en el Salón Nacional de la Fama de la Mujer.
En 1981, el Servicio Postal de EE. UU. emitió un sello de 18 céntimos en conmemoración de Zaharias. En 2008, Zaharias fue incluida en el Salón de la Fama de las Mujeres de Colorado.
El 7 de enero de 2021, Zaharias recibió la Medalla Presidencial de la Libertad de manos del presidente Donald J. Trump.